# Otar Bestajev
Otar Bestajev (* 28. října 1991) je ruský zápasník-judista osetské národnosti, který od roku 2015 reprezentuje Kyrgyzstán.

## Sportovní kariéra
S judem začínal ve Vladikavkazu pod vedením Vitalije Chugajeva. Potom co se neprosadil v ruské reprezentaci přijal v roce 2014 nabídku reprezentovat středoasijský Kyrgyzstán, který mu poskytl podmínky pro seberealizaci. V roce 2016 dosáhl na asijskou kontinentální kvótu pro účast na olympijských hrách v Riu. V úvodním kole porazil Egypťana Ahmeda Abelrahmana na ippon potom co krásně kotroval jeho uči-matu. V dalším kole narazil na nasazenou dvojku Ázerbájdžánce Orchana Safarova. Minutu před koncem se ujal vedení na yuko po technice harai-goši, ale bodový náskok neudržel. V poslední minutě zápasu spadl dvakrát na wazari po Safarově o-uči-gari a seoi-nage a prohrál na wazari-ippon.

### Vítězství
- 2015 - 1x světový pohár (Minsk)

## Výsledky
| Turnaj            | 2015       | 2016       |
| Turnaj            | 24         | 25         |
| Turnaj            | superlehká | superlehká |
| ----------------- | ---------- | ---------- |
| Olympijské hry    |            | úč.        |
| Mistrovství světa | úč.        |            |
| Mistrovství Asie  | 3.         | 5.         |